# 火箭军进行曲
《火箭军进行曲》 是中国人民解放军火箭军军歌。

## 历史
《火箭军进行曲》同时作为国庆阅兵军乐。该歌曲原名《第二炮兵进行曲》，是中国人民解放军火箭军的前身——中国人民解放军第二炮兵部队历年阅兵唯一代表这支部队的一首军歌，由第二炮兵政治部文工团作词，作曲家楚兴元作曲。2002年被定为第二炮兵部队代表曲。2015年12月31日中国人民解放军火箭军正式成立后，在《第二炮兵进行曲》的基础上修改为《火箭军进行曲》。